# کلاته حاجی یوسف
کلاته حاجی یوسف یک روستا در ایران است که در دهستان باقران واقع شده‌است. کلاته حاجی یوسف ۶۴ نفر جمعیت دارد.